# 부곡동 (의왕시)
부곡동(富谷洞)은 경기도 의왕시의 행정동이다.
1944년 경부선 부곡역이 개통할 당시 선로 서쪽 지역인 '시흥군 남면 부곡리(현재의 군포시 부곡동)'의 이름을 따서 역명을 지었고, 1974년 수도권 전철 운행 개시 후부터 인구 유입이 가속화되면서 '부곡'이라는 명칭이 통칭으로 고착되었다. 이 때문에 4개의 법정동(삼동, 이동, 초평동, 월암동)과 관련 없는 이름으로 동명이 정해진 것이다.

## 법정동
- 이동
- 삼동
- 월암동
- 초평동

## 교육
- 의왕부곡초등학교
- 의왕덕성초등학교
- 의왕부곡중학교
- 의왕고등학교
- 한국교통대학교 의왕캠퍼스

## 주거
| 단지명                 | 건설사       | 시행사                     | 주소                                                      | 입주       | 비고                                     |
| ---------------------- | ------------ | -------------------------- | --------------------------------------------------------- | ---------- | ---------------------------------------- |
| 의왕역 푸르지오 라포레 | 대우건설     | ㈜케이비부동산신탁 ㈜원영  | 장안중앙로 42 (삼동)                                      | 2019년 1월 | '장안 파크 푸르지오'에서 단지명 변경     |
| 의왕역 푸르지오 포레움 | 대우건설     | ㈜의왕장안프로젝트금융투자 | 장안남북로 24 (1단지) (삼동) 장안중앙로 23 (2단지) (삼동) | 2020년 2월 | '장안 파크 푸르지오 2차'에서 단지명 변경 |
| 이안 의왕역 센트럴     | 대우산업개발 | 대우산업개발               | 부곡복지관길 41 (삼동)                                    | 2003년 9월 |                                          |
| 장안마을 주공          |              | 대한주택공사               | 신장승길 12 (삼동)                                        | 2005년 7월 | 국민임대                                 |

## 공원
- 의왕시 자연학습공원
- 부곡체육공원

## 기타 시설
- 철도박물관
- 의왕시 맑은물처리장
- 의왕시 재활용센터
- 의왕시 조류생태과학관
- 안양세관
- 현대로템 연구소
- 한국철도기술연구원
- 왕송호수
- 월암공영차고지

## 교통

### 철도
- 경부선(수도권 전철 1호선): 의왕역
- 남부화물기지선: 의왕역-오봉역

### 도로
- 영동고속도로: 부곡 나들목
- 봉담과천로(지방도 제309호선)